# جاك كوب
جاك كوب (بالإنجليزية: Jack Cope)‏ هو صحفي وشاعر جنوب أفريقي، ولد في 3 يونيو 1913 في Mooi River (town) ‏ في جنوب أفريقيا، وتوفي في 1991 في ستيفينيدج ‏ في المملكة المتحدة.

## وصلات خارجية
- جاك كوب على موقع الموسوعة البريطانية (الإنجليزية)
- جاك كوب على موقع إن إن دي بي (الإنجليزية)